# Resistenza ceca

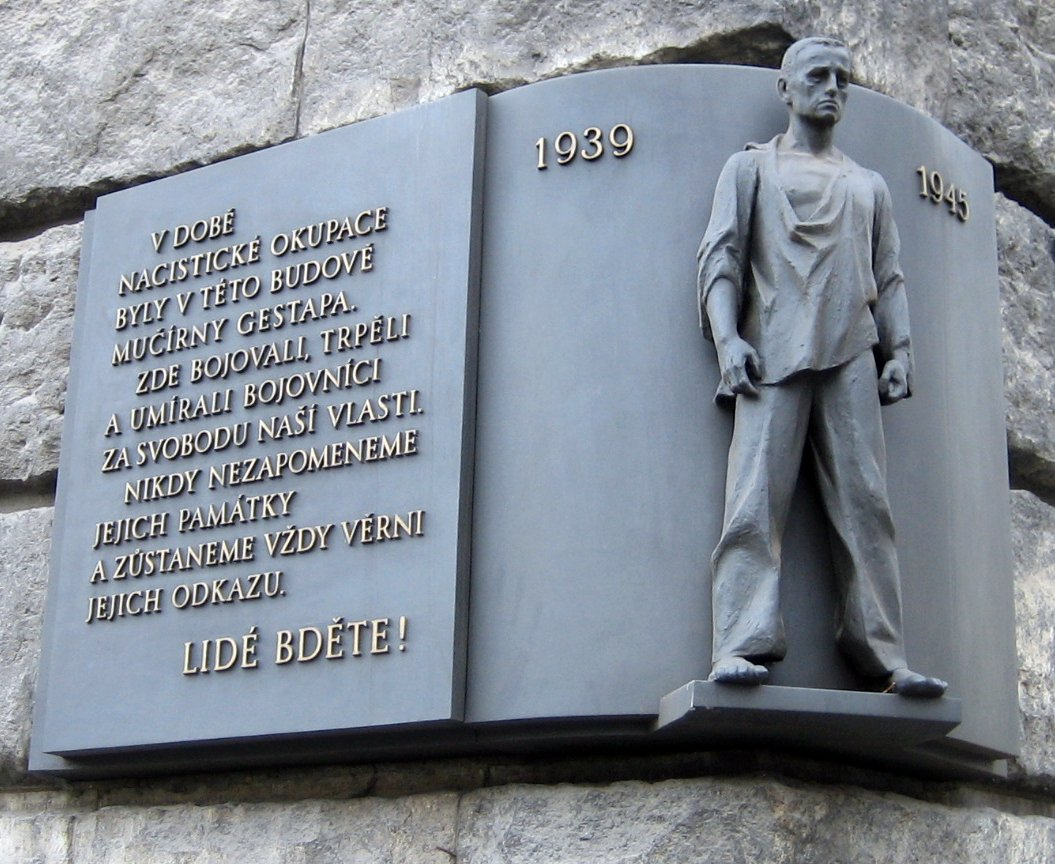
Una targa all'angolo del Palazzo Petschek commemora le vittime dell'Heydrichiáda

La resistenza ceca è il movimento di resistenza attivo durante la seconda guerra mondiale nel territorio dell'attuale Repubblica Ceca, che al tempo costituiva il Protettorato di Boemia e Moravia sotto il controllo tedesco.
Si tratta di un movimento scarsamente documentato, in parte dovuto alle sue piccole dimensioni e in parte dovuto alla politica nazista che annientava qualsiasi opposizione. Nei primi giorni della guerra, la popolazione ceca partecipò al boicottaggio dei trasporti pubblici e ci furono sporadici appelli per dimostrazioni di massa in segno di protesta. Gli studi sul comportamento del popolo cecoslovacco durante la guerra generalmente concordano sul fatto che i Cechi impararono ad adattarsi piuttosto che a resistere.
Lo storico Radomír V. Luza divide la resistenza ceca in due fasi distinte. Durante la prima fase, che durò fino al 1942, la resistenza concentrò la sua attenzione sulla creazione di reti e servizi affidabili d'informazione, l'impegno in azioni su piccola scala e la creazione di una stampa clandestina per diffondere le informazioni. Dopo la liquidazione di questa prima fase, sorse una seconda fase verso la fine del 1944 come un'onda di rivolte popolari diffuse in tutta l'Europa centrale e orientale. Questa fase ebbe una diffusione più spontanea, ispirata dall'avanzata degli eserciti alleati sia ad ovest che ad est.
Secondo lo storico ceco Vojtech Mastný, i tedeschi impiegarono poche truppe nel Protettorato di Boemia e Moravia (come fu chiamato il territorio ceco occupato) perché l'atteggiamento della gente non giustificò mai alcun sensibile incremento del numero di soldati. La tesi centrale della sua analisi nel suo libro "I Cechi sotto il dominio nazista: il fallimento della resistenza nazionale" è che i Cechi non riuscirono a contrastare le autorità naziste con una efficace resistenza. Dal 1942, la resistenza ceca fu distrutta e non svolse mai un ruolo significativo fino alla fine della guerra.

## Consolidamento dei gruppi della resistenza: ÚVOD
La rete della resistenza esistente nei primi anni della guerra fu sotto il controllo del presidente cecoslovacco Edvard Beneš, che coordinava le attività della resistenza dal suo esilio a Londra. Durante l'oppressione tedesca, i principali gruppi della resistenza serrarono i loro ranghi sotto il Comando Centrale della Resistenza Nazionale, o ÚVOD. Funzionò da intermediario clandestino tra Beneš e il Protettorato ed esistette per tutto il 1941. Il suo obiettivo di lungo termine era quello di funzionare da governo ombra fino alla liberazione della Cecoslovacchia dai nazisti.
I tre principali gruppi della resistenza che si consolidarono sotto l'ÚVOD erano il Centro Politico (Politické ústredí, PÚ), il Comitato per la Petizione 'Noi rimaniamo fedeli' (PVVZ) e la Difesa della Nazione (Obrana národa, ON). Questi gruppi erano tutti democratici, al contrario del quarto gruppo ufficiale della resistenza, il Partito Comunista della Cecoslovacchia (Komunistická strana Československa, KSČ). Parecchi dei suoi membri erano ex-ufficiali del disciolto esercito cecoslovacco. Nel 1941, lo ÚVOD approvò la piattaforma politica delineata dal gruppo di sinistra PVVZ, intitolata "Per la libertà: in una nuova repubblica cecoslovacca". In questa piattaforma, lo ÚVOD procamava la sua lealtà agli ideali di democrazia del primo presidente Tomáš Masaryk, auspicava l'istituzione di una repubblica con caratteri socialisti e chiedeva a tutti coloro che erano in esilio di stare al passo con le riforme socialiste in patria.
In aggiunta ai suoi compiti di intermediario tra Londra e Praga, lo ÚVOD fu anche responsabile della trasmissione di informazioni e referti militari, principalmente con l'uso di una stazione radio clandestina, che poteva raggiungere tutta la popolazione ceca. Però lo ÚVOD divenne noto per trasmettere rapporti scorretti o false informazioni, qualche volta intenzionalmente. Beneš spesso spingeva lo ÚVOD a trasmettere falsi rapporti ottimistici sulla situazione militare per sollevare il morale o per incoraggiare una maggior diffusione della resistenza.
Lo ÚVOD serviva come principale aiuto per Beneš, ma talvolta si allontanava dai suoi compiti. Durante l'estate del 1941, lo ÚVOD rifiutò la proposta di Beneš per una parziale espulsione dei tedeschi dei Sudeti dopo la fine della guerra e chiese invece che l'espulsione fosse totale. Su questo punto, lo ÚVOD riuscì a far cambiare idea a Beneš.

## ÚVOD e Partito Comunista della Cecoslovacchia (KSČ)
I rapporti tra ÚVOD e KSČ furono un aspetto importante dei suoi compiti quotidiani, in quanto le relazioni Sovietico-Ceche divennero una parte centrale nei piani della resistenza. L'invasione tedesca dell'Unione Sovietica nel giugno 1941 segnò un punto di svolta nelle relazioni tra cechi e sovietici. Prima dell'invasione, l'obiettivo principale dei comunisti era fermare la guerra imperialista ed era spesso solidale con gli operai tedeschi del Reich. Dopo l'invasione, la resistenza iniziò a contare sul sostegno comunista sia dentro la Cecoslovacchia che a Mosca. In una trasmissione da Londra il 24 giugno 1941, attraverso lo ÚVOD, Beneš informò il suo paese che le relazioni tra i nostri due Stati sono ritornate alla situazione precedente Monaco e alla vecchia amicizia.
Anche se il KSČ non faceva ufficialmente parte dello ÚVOD e manteneva la sua indipendenza organizzativa, tuttavia incitava all'unità d'azione fra tutte le forze antifasciste. I dirigenti del KSČ inoltre si ingraziavano lo ÚVOD aiutandolo a mantenere intatte le relazioni ceco-sovietiche. Beneš spesso usava i dirigenti del KSČ per organizzare degli incontri a Mosca allo scopo di incrementare le relazioni ceco-sovietiche. Ci sono prove che lo ÚVOD possa aver avvertito i russi dell'imminente invasione tedesca nell'aprile del 1941. Nel marzo 1941, Beneš ricevette un rapporto che parlava di rinforzi alle truppe tedesche sulla frontiera con l'URSS. In base alle sue memorie, egli passò immediatamente queste informazioni agli americani, ai britannici e ai sovietici. Anche il destino del KSČ fu strettamente legato con quello dello ÚVOD: infatti anch'esso fu praticamente annientato dopo l'assassinio di Reinhard Heydrich, e non riuscì a ricostituirsi fino al 1944.

## La resistenza ceca e l'assassinio di Reinhard Heydrich

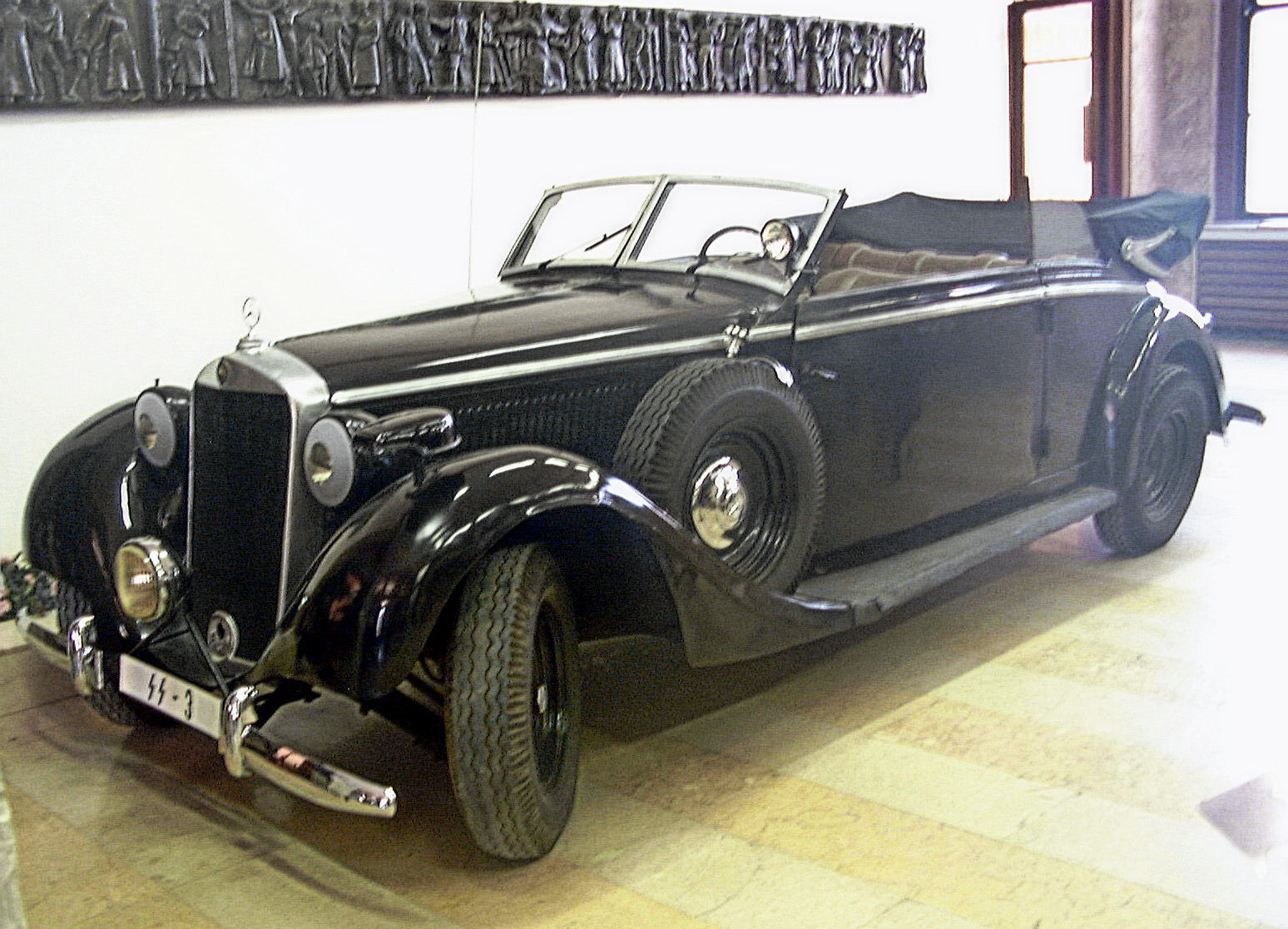
L'automobile su cui viaggiava Reinhard Heydrich al momento dell'attentato, esposta al Museo di tecnica militare dell'Istituto storico militare di Praga

L'atto più famoso della resistenza ceca, l'assassinio di Reinhard Heydrich il 27 maggio 1942 (vedere Operazione Anthropoid), fu paradossalmente anche la fine della resistenza stessa e dello ÚVOD. In molti modi, la fine dello ÚVOD fu anticipata dalla nomina di Heydrich come Reichsprotektor di Boemia e Moravia nell'autunno del 1941. Dalla fine di settembre, Heydrich aveva già organizzato l'arresto di quasi tutti i membri dello ÚVOD e riuscì a interrompere tutti i collegamenti tra lo ÚVOD e Londra.
Si pensa che la reazione nazista abbia effettivamente posto fine ad ogni movimento di resistenza dopo il 1942. I nazisti attuarono una terribile vendetta e rasero al suolo i due villaggi di Lidice e Ležáky. Nell'ottobre del 1942, 1.331 persone furono condannate a morte dai tribunali nazisti nel Protettorato, un migliaio di ebrei furono mandati da Praga direttamente al campo di concentramento di Mauthausen e altre 252 persone furono mandate anch'esse a Mauthausen per il coinvolgimento nell'assassinio. Infine, anche gli ultimi membri superstiti dello ÚVOD vennero arrestati.
R.J. Crampton scrive che dopo l'assassinio di Heydrich, non ci fu più alcun rilevante atto di resistenza e da allora in poi non fu più necessario disporre di truppe nel Protettorato oltre il minimo dovuto. L'opinione di Mastný è molto simile: la memoria della Heydrichiáda, come la gente chiamò le settimane seguenti la morte del tiranno, fu un potente deterrente ad ogni possibile rinascita dell'opposizione. Con la sua morte, Heydrich realizzò la sua più importante ambizione: la pacificazione del Protettorato.